# Diplomàcia del panda

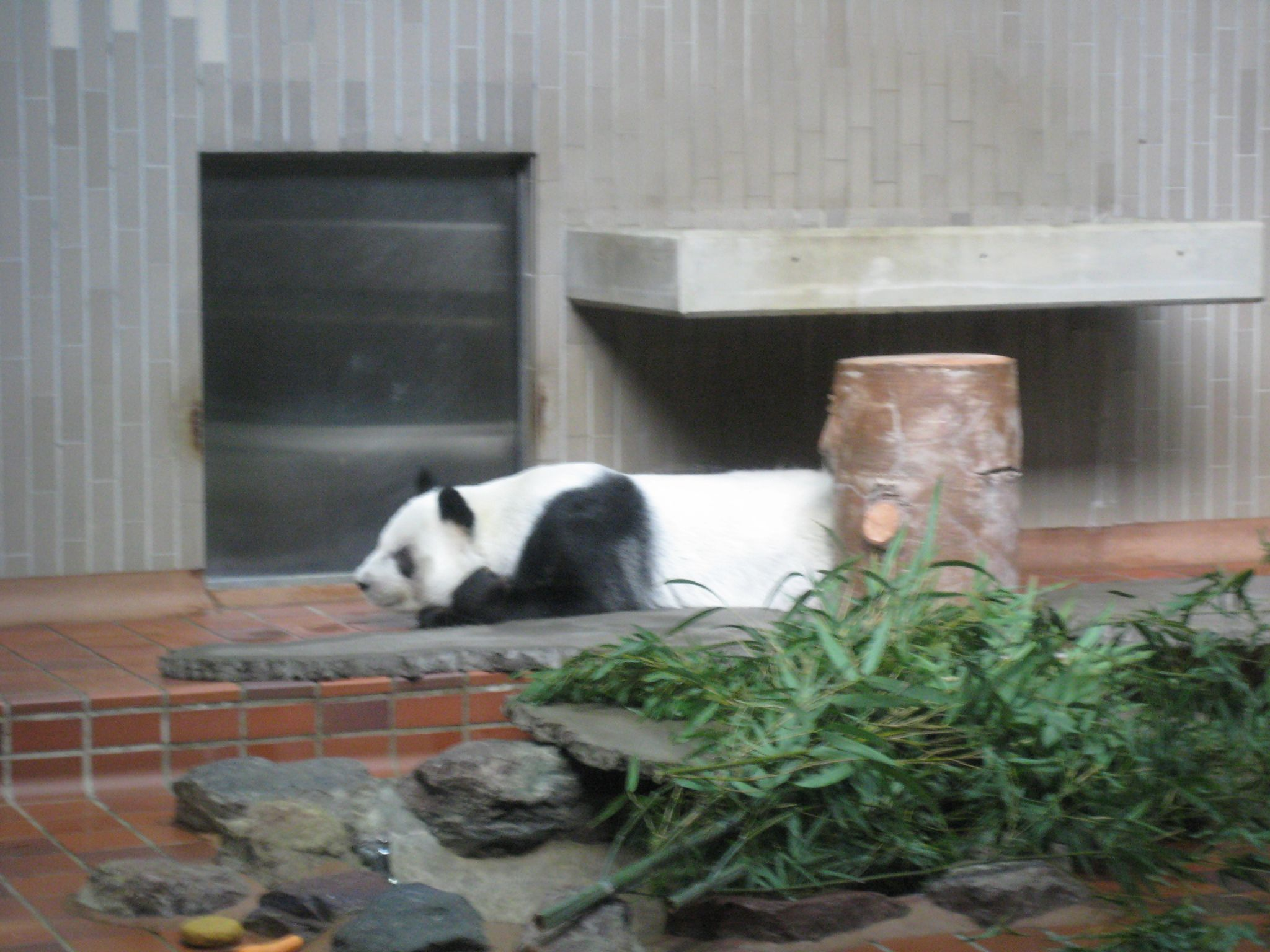
El panda gegant Ling Ling, donat per la Xina al Japó.

La diplomàcia del panda designa una pràctica utilitzada per la Xina consistent en oferir pandes gegants amb la fi d'establir relacions diplomàtiques amb un nou país o millorar les relacions ja existents. Aquesta pràctica, ja utilitzada durant la dinastia Tang, va culminar amb la Xina maoista. Després de la formació de la República Popular de la Xina el 1949, es va començar a utilitzar l'expressió «diplomàcia del Panda».
A la Xina, el panda es considera un «tresor nacional», i és un regal que no es pot rebutjar. Aquesta política, criticada pels ambientalistes, es va prohibir oficialment el 1984, i es va reemplaçar per préstecs de llarg termini a zoos estrangers.